# Pedro Solbes

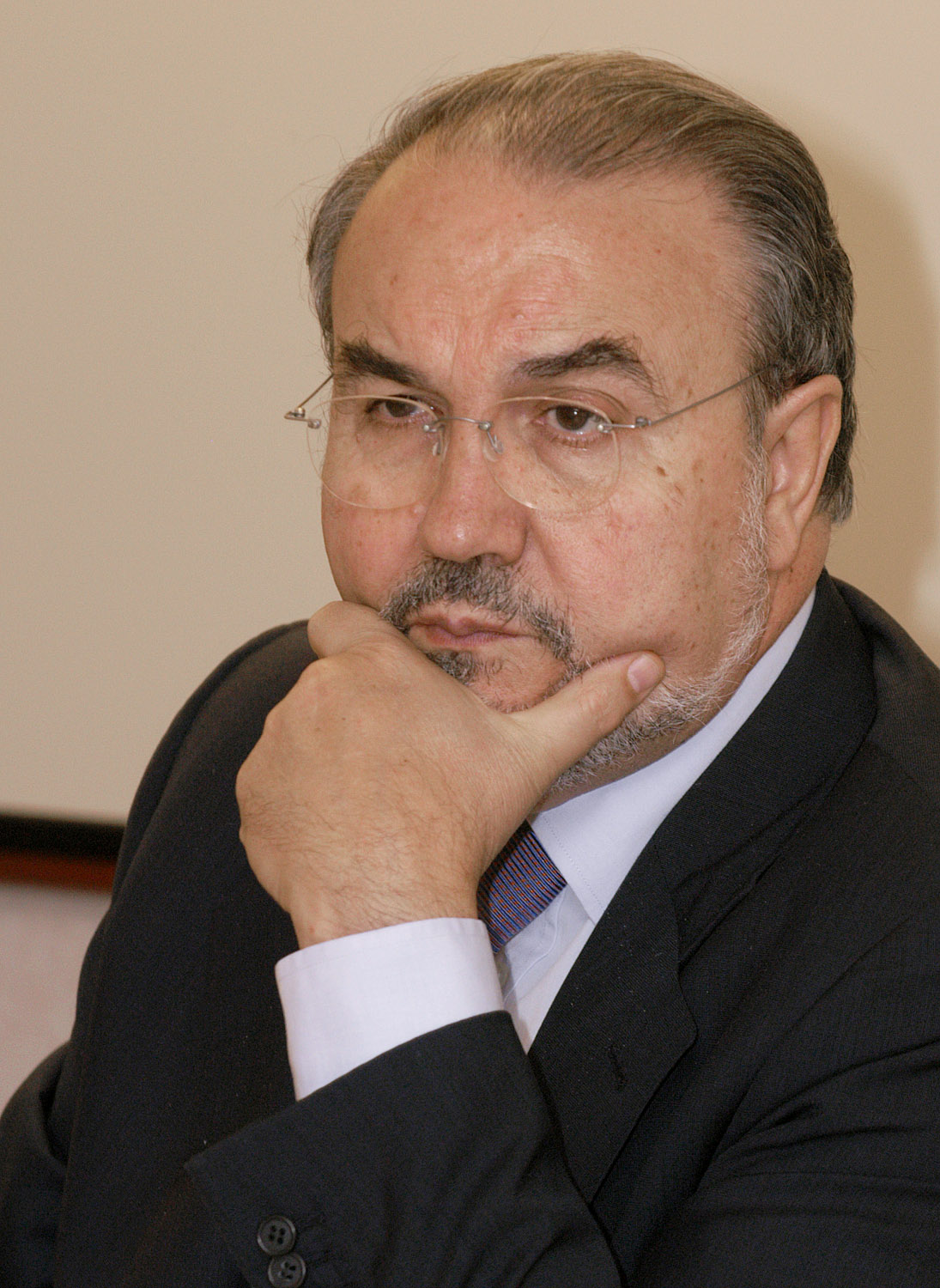
Pedro Solbes (2004)

Pedro Solbes Mira (* 31. August 1942 in Alicante; † 18. März 2023) war ein spanischer Ökonom, Jurist, Politologe und Politiker. 2004 bis 2009 war er Wirtschafts- und Finanzminister sowie zweiter stellvertretender Regierungschef im Kabinett Zapatero. Solbes war parteilos, stand aber der PSOE nahe.

## Lebenslauf
Pedro Solbes studierte Politikwissenschaften in Alicante sowie Rechtswissenschaften an der Universität Complutense Madrid.
Pedro Solbes war Mitglied der spanischen Verhandlungsgruppe zum Beitritt Spaniens zur Europäischen Gemeinschaft. 1985 wurde er Staatsminister für Europafragen in der Regierung Felipe González, 1991 Landwirtschaftsminister und 1993 Wirtschaftsminister (bis 1996).
Im September 1999 trat er als spanischer Vertreter der Europäischen Kommission unter Romano Prodi als Kommissar für Wirtschafts- und Währungsangelegenheiten ein. Nach den spanischen Parlamentswahlen am 14. März 2004 wurde er von Ministerpräsident José Luis Rodríguez Zapatero zum zweiten stellvertretenden Regierungschef und zum „Superminister“ für Wirtschaft und Finanzen ernannt.
Trotz einiger wirtschaftspolitischer Unstimmigkeiten zwischen dem eher liberalen Solbes und Zapateros wirtschaftlichen Berater Miguel Sebastián, der eher keynesianistische Positionen vertritt, erklärte sich Solbes auf Zapateros Bitte zu einer weiteren Amtszeit nach dem erneuten Wahlsieg der PSOE in den spanischen Parlamentswahlen 2008 bereit. Im Wahlkampf fiel er durch ein Fernsehduell auf, in dem er am 21. Februar 2008 mit dem Schattenwirtschaftsminister der konservativen PP, Manuel Pizarro Moreno, Umfragen zufolge deutlich schlug. Nach den Wahlen wurde Solbes in seinem Amt bestätigt, musste jedoch hinnehmen, dass Miguel Sebastián zum neuen Industrie- und Handelsminister ernannt wurde.
In den folgenden Monaten wurde Spanien schwer von der internationalen Finanz- und Wirtschaftskrise getroffen. Obwohl das spanische Bankenwesen selbst sich als sehr solide erwies, stiegen die Arbeitslosenzahlen aufgrund des zusammenbrechenden Wohnungsmarkts sprunghaft an. Die spanische Regierung reagierte darauf mit einem im internationalen Vergleich weitreichenden Konjunkturprogramm, dennoch wurde ihr in der spanischen Öffentlichkeit Tatenlosigkeit vorgeworfen. Insbesondere Solbes, der zunächst öffentlich das Ausmaß der Krise als eher gering einschätzte und später frühzeitig vor einer allzu großen Neuverschuldung warnte, geriet in die Kritik. Am 7. April 2009 kündigte daher Zapatero im Rahmen einer umfangreichen Kabinettsumbildung seine Ablösung durch Elena Salgado an, die zuvor das Ministerium für Öffentliche Verwaltung geleitet hatte.
Solbes wurde vorgeworfen, durch seine Steuerpolitik zum Platzen der spanischen Immobilienblase 2008 beigetragen zu haben: Er habe Immobilienkredite für die unteren Einkommensgruppen steuerlich begünstigt, so dass das gesamte Kreditvolumen sich innerhalb von drei Jahren vervierfacht habe.